# Kybos unica
Kybos unica är en insektsart som först beskrevs av Léon Abel Provancher 1890.  Kybos unica ingår i släktet Kybos och familjen dvärgstritar. Inga underarter finns listade i Catalogue of Life.